# Степновський
Степновський (рос. Степновский) — селище у Ніколаєвському районі Волгоградської області Російської Федерації.
Населення становить 1146 осіб. Входить до складу муніципального утворення Степновське сільське поселення.

## Історія
Селище розташоване у межах українського історичного та культурного регіону Жовтий Клин.
Селище засноване 1933 року.
Згідно із законом від 14 лютого 2005 року № 1006-ОД органом місцевого самоврядування є Степновське сільське поселення.

## Населення
| 2010 |
| ---- |
| 1146 |